# Georges Vidalenc
Pour les articles homonymes, voir Vidalenc.
Georges Vidalenc, né le 9 octobre 1885 à Paris 11e et mort le 2 novembre 1967 à Paris 14e, est un enseignant, syndicaliste français et historien du mouvement ouvrier.

## Biographie
Issu d'une famille originaire du Cantal, né dans le quartier de Belleville, il est élève à l'école Turgot (Paris) puis de l'École normale supérieure de Saint Cloud. Enseignant, professeur d'école normale, il enseigne l'histoire et la géographie « à des générations d'instituteurs ». Il est en poste au Puy, à Caen, à Casablanca, à Poitiers, à Lyon avant de revenir à Paris. Syndicaliste à la CGT, il donne des cours du soir à la Bourse du travail et est un des animateurs de l'Institut supérieur ouvrier dès 1933. Cet institut devient ensuite, sous la direction de Georges Lefranc le Centre confédéral d'éducation ouvrière. Il y enseigne jusqu'à la guerre.
En 1942, il s'engage dans le réseau de résistance de la France libre CND Castille mais en 1943 il est arrêté, interné à Fresnes, puis déporté en Allemagne. Son épouse, Marie Vidalenc, professeure d'école normale d'institutrices, arrêtée également, déportée à Ravensbrück, y meurt.
Après la scission syndicale de 1947, il est un temps directeur du Centre confédéral d’éducation de Force ouvrière, qu'il crée et auquel il collabore jusqu'à son décès. Membre de la commission française de l'UNESCO, il était expert auprès du Bureau international du travail (BIT) pour la Confédération internationale des syndicats libres (CISL).
Il est connu à la fois pour ses recherches sur les arts et pour ses ouvrages sur l'histoire du mouvement ouvrier.
Décoré de la Légion d'honneur pour faits de résistance, il en est fait officier en 1957.
Il était le père de l'historien Jean Vidalenc.

## Publications
- 1914 : La Transformation des arts décoratifs au XIXe siècle : William Morris, son œuvre et son influence, thèse pour le doctorat d'Université.
- 1920 : William Morris
- 1921 : L'art norvégien contemporain
- 1925 : L'art marocain
- 1928 : Le port de Casablanca : une oeuvre française
- 1948 : L'Éducation ouvrière
- 1948 : Le Premier Mai
- 1953 : Aspects du mouvement syndical français
- 1956 : Les Scissions syndicales
- 1969 : La classe ouvrière et le syndicalisme en France de 1789 à 1965, posthume[7]